# 田村吉信
田村 吉信（たむら よしのぶ、生没年不詳）とは、江戸時代の浮世絵師。

## 来歴
師系不明。作画期は享保の頃で、漆絵の役者絵や浄瑠璃本の挿絵を描いている。作として享保14年（1729年）の細判漆絵「京四条下りさの川まんぎく」（村田屋版）、刊行年不詳の浄瑠璃本『鬼打豆』が知られる。